# Cheumatopsyche camilla
Cheumatopsyche camilla är en nattsländeart som beskrevs av Malicky 1997. Cheumatopsyche camilla ingår i släktet Cheumatopsyche och familjen ryssjenattsländor. Inga underarter finns listade i Catalogue of Life.